# Ingvild Gåskjenn

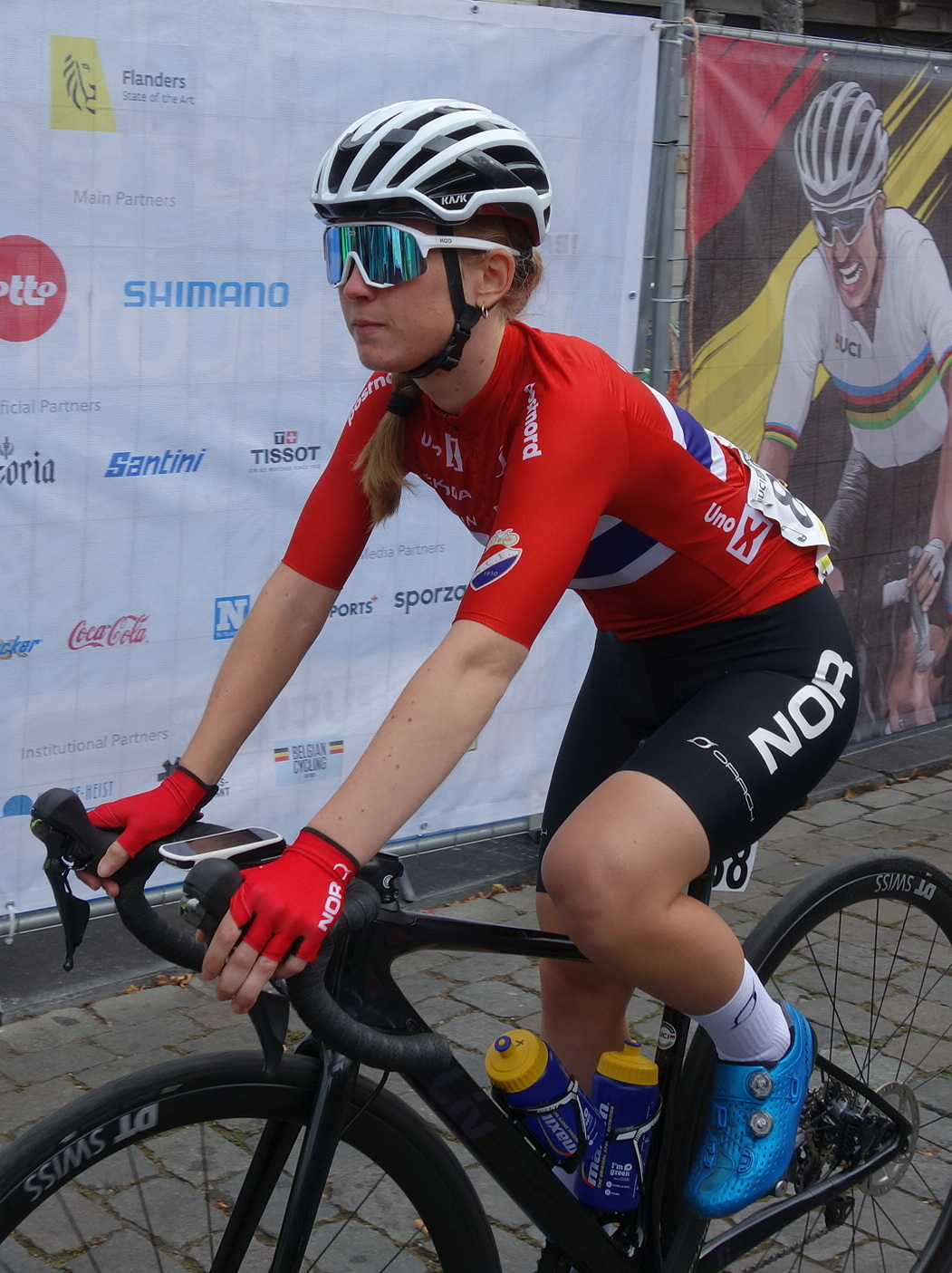
Gåskjenn en 2021.

Ingvild Gåskjenn, née le 1er juillet 1998 à Horten, est une coureuse cycliste norvégienne. 

## Biographie
En tant que junior (moins de 19 ans), Ingvild Gåskjenn est championne de Norvège de cyclo-cross en 2014. L'année suivante, elle devient championne de Norvège sur route juniors et se classe deuxième du contre-la-montre, du cyclo-cross et en VTT cross-country. 
En 2017, à la fin de sa carrière junior, elle devient professionnelle avec Hitec Products, une équipe féminine norvégienne. En 2019, elle termine à la troisième place du Tour de Belle Isle en Terre - Kreiz Breizh Elites Dames. Elle se classe également troisième du championnat de Norvège sur route en 2019 et 2021.
En 2022, elle décroche plusieurs tops 10 dans des courses par étapes telles que le Tour de Thuringe, le Tour de Suisse et le Women's Tour. Avec ses performances, elle décroche un contrat de deux ans avec Jayco AlUla, une équipe World Tour, à partir de 2023.
En 2024, elle prend la troisième place du podium de l'Amstel Gold Race juste derrière Marianne Vos et Lorena Wiebes, devançant ainsi l'anglaise Pfeiffer Georgi et les italiennes Elisa Longo Borghini et Eleonora Gasparrini. Elle représente régulièrement son pays aux championnats du monde et d'Europe depuis 2015. Son meilleur résultat est une cinquième place au championnat d'Europe sur route 2024. Aux Jeux olympiques d'été de 2024 à Paris, elle participe à la course sur route et termine 21e.
Pour la saison 2025, Gåskjenn retourne dans son pays natal au sein de l'équipe Uno-X Mobility. Lors de la troisième étape de la Setmana Ciclista Valenciana 2025, elle rate de peu la victoire, terminant deuxième.

## Palmarès sur route

### Par années
- 2015
  -  Championne de Norvège sur route juniors
  - 2e du championnat de Norvège du contre-la-montre juniors
- 2016
  - 2e du championnat de Norvège sur route juniors
  - 2e du championnat de Norvège du contre-la-montre juniors
- 2019
  - 3e de la Kreiz Breizh Elites Dames
  - 3e du championnat de Norvège sur route
  - 6e du championnat d'Europe sur route espoirs
- 2021
  - 3e du championnat de Norvège sur route
- 2024
  - 3e de l'Amstel Gold Race
  - 5e du championnat d'Europe sur route

### Classements mondiaux
| Année                                 | 2018 | 2019 | 2020 | 2021 | 2022 | 2023 | 2024 |
| ------------------------------------- | ---- | ---- | ---- | ---- | ---- | ---- | ---- |
| Classement UCI                        | 533e | 249e | nc   | 217e | 153e | 295e | 70e  |
| UCI World Tour                        | nc   | 224e | nc   | 152e | 97e  | 135e | 45e  |
|                                       |      |      |      |      |      |      |      |
| Légende : nc = non classéSource : UCI |      |      |      |      |      |      |      |

### Résultats sur les grands tours

#### Tour d'Italie
2 participations
- 2023 : 55e
- 2024 : abandon (6e étape)

#### Tour d'Espagne
2 participations
- 2024 : 14e
- 2025 : 49e

## Palmarès en cyclo-cross
- 2014
  -  Championne de Norvège de cyclo-cross juniors